# RATP
RATP (на френски: Régie Autonome des Transport Parisiens) е френска държавна компания, управляваща средствата за масов транспорт в Париж и Ил дьо Франс – автобуси, трамваи, метро, RER. Основана e на 21 март 1948 г.